# آل سعود
آل سعود، هي العائلة الحاكمة في المملكة العربية السعودية. تعود في نسبها إلى الأمير سُعُود بن محمَّد بن مُقْرِن بن مَرْخان بن إبراهيم بن موسى بن رَبيعة بن مانِع بن رَبيعة المريدي مؤسس إمارة الدرعية المعروفة بالدولة السعودية الأولى (1727–1818)، على الرغم من أن الفصيل الحاكم للأسرة يقوده في المقام الأول أحفاد عبد العزيز بن عبد الرحمن مؤسس المملكة العربية السعودية الحديثة. آل سعود هي قبيلة فرعية من قبيلة بنو حنيفة القديمة الأكبر حجمًا في شبه الجزيرة العربية، المنصب الأكثر نفوذاً في العائلة المالكة هو منصب ملك المملكة العربية السعودية الذي يتمتع بالملكية المطلقة، ويقدر أن إجمالي عدد أفراد الأسرة يتراوح بين 10000 إلى 20000 فرد؛ إلا أن غالبية السلطة والنفوذ والثروة يمتلكها مجموعة تبلغ حوالي 2000 منهم. تقدر بعض المصادر ثروة العائلة المالكة بحوالي 500 مليار دولار إلى 3 تريليون دولار. ويشمل هذا الرقم القيمة السوقية لشركة أرامكو السعودية وهي شركة النفط والغاز الحكومية، وأصولها الهائلة من احتياطيات الوقود الأحفوري، مما يجعل آل سعود أغنى عائلة في العالم والأغنى في التاريخ المسجل.
مر آل سعود بأربع مراحل: إمارة الدرعية الأولى (1446–1744)؛ إمارة الدرعية الكبرى (1727–1818) التي تميزت بتوسع السلفية؛ إمارة نجد (1824–1891) التي تميزت بالاقتتال الداخلي المستمر؛ والوضع الحالي (1902 إلى الوقت الحاضر) والذي تطور إلى المملكة العربية السعودية في عام 1932 ويتمتع اليوم بنفوذ كبير في الشرق الأوسط. كانت للعائلة صراعات مع الإمبراطورية العثمانية وشريف مكة وآل رشيد في حائل ومنازلهم التابعة في نجد إلى جانب العديد من الجماعات الإسلامية داخل وخارج المملكة العربية السعودية والأقلية الشيعية في المملكة العربية السعودية.
تنتقل خلافة العرش السعودي من أحد أبناء الملك الأول عبد العزيز إلى آخر. كان النظام الملكي وراثياً بالأقدمية الأبوية حتى عام 2006، عندما نص مرسوم ملكي على أن يتم انتخاب ملوك السعودية المستقبليين من قبل لجنة من الأمراء السعوديين. استبدل الملك سلمان الذي يحكم حاليا ولي العهد (شقيقه مقرن) بابن أخيه محمد بن نايف. وفي عام 2017، استُبدل محمد بن نايف بمحمد بن سلمان نجل الملك سلمان ولياً للعهد بعد موافقة هيئة البيعة بأغلبية 31 صوتاً من أصل 34. ومن الجدير بالذكر أن مجلس الوزراء المعين من قبل الملك يضم اليوم عددًا أكبر من أعضاء العائلة المالكة.

## نسب آل سعود

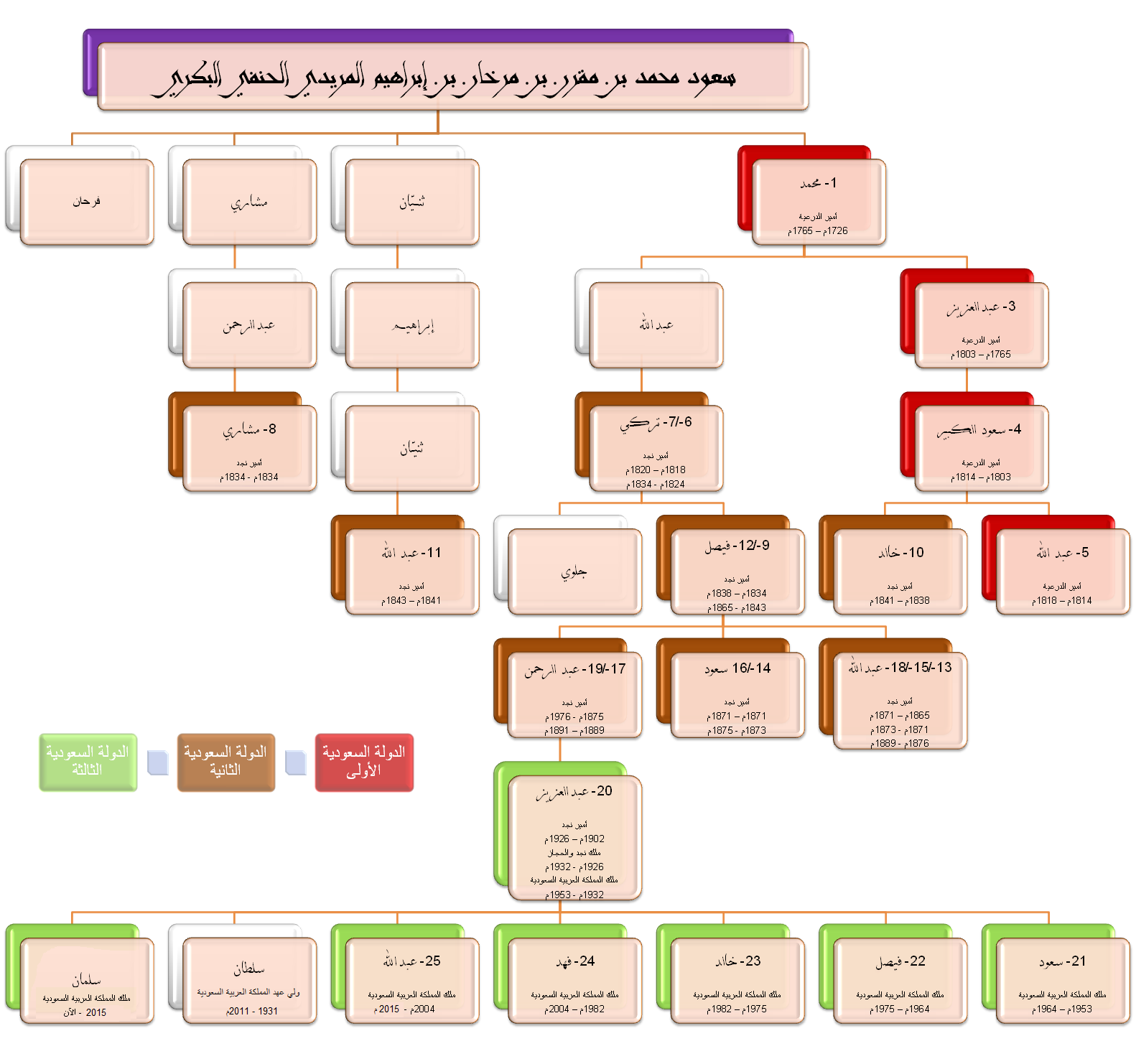
شجرة حكّام آل سعود

ينتسب آل سعود إلى عشيرة المردة من الدروع من بني حنيفة من بكر بن وائل بن قاسط بن هنب بن أفصى بن دعمي بن جديلة بن أسد بن ربيعة بن نزار بن معد بن عدنان.

## تاريخ آل سعود
يعود تأسيس السعودية إلى بدايات تأسيس الدرعية وامتدادها القديم. على يد الإمام محمد بن سعود مؤسس الدولة السعودية الأولى الذي يعود نسبه إلى بني حنيفة الذين قدموا إلى اليمامة دولتهم قبل الإسلام بقرنين من الزمان، حيث كانوا قبل ذلك يقيمون في عالية نجد وأطراف الحجاز فخرجوا منها حتى استوطنوا اليمامة، يتبعون مواطن الغيث والكلأ يتقدمهم عبيد بن يربع بن الدول بن حنيفة حتى قدم إلى شرق اليمامة ثم مضى غلامُ له حتى أتى اليمامة، فرأى نخلًا وريفًا، فأخذ شيئًا من التمر المتناثر تحت النخل وحمله إلى عبيد بن ثعلبة. فلما رآه ارتحل من مكانه إلى المكان الذي فيه النخل، فدفع رأسه واحتجر ثلاثين قصرُا، وثلاثين حديقة؛ فسمي ذلك المكان حجرًا، فعرفت هذه المنطقة بهذا الاسم، وهي قصبة اليمامة وموضع ولاتها. وتسامعت بنو حنيفة بما أصاب عبيد بن ثعلبة، فأقبلوا حتى أتوا اليمامة، فقطنوها.
وقد برزت في اليمامة قبيل الإسلام قاعدتان للاستقرار السكاني، هما جو الخضارم (الخضرمة)، وكان ملكها هوذة بن علي السحيمي الحنفي، الملقب بذي التاج (ت8هـ/ 629م) أما الثانية فهي مدينة حجر، وكان بها بنو الدول بن حنيفة، وفيهم العدد والقوة، وكان ملكهم ثمامة بن أُثال الحنفي (ت 12هـ/ 633م). وظلت اليمامة ديار بنو حنيفة بعد عصر النبوة والخلافة الراشدة  وفي العصر العباسي، وخاصة بعد ضعف الخلافة العباسية وانكماش نفوذها في اليمامة، وانفلت الأمن فيها وفُقد الاستقرار، واستولى الأخيضريون على حكمها في منتصف القرن الثالث الهجري(التاسع الميلادي) وجعلوا من جو الخضارم قاعدة لهم، ثم زالت على يد القرامطة. بعد ذلك، تناوبت على حكم اليمامة عدة جماعات، منها القرامطة والعيونيون والجبريون. ويذكر الرحالة ابن بطوطة أنه عندما زار اليمامة، كان يحكمها الأمير طفيل بن غانم من بني حنيفة وأنه حج معه في جمع في عام 732 هـ. حيث قال في رحلته «ثم سافرنا منها إلى مدينة اليمامة وتسمى أيضًا بحجر... مدينة حسنة خصبة ذات أنهار وأشجار يسكنها طوائف من العرب وأكثرهم من بني حنيفة وهي بلدهم قديمًا وأميرهم طفيل بن غانم».
وفي عام 850 هـ الموافق 1446م انتقل جد آل سعود، مانع بن ربيعة المريدي بأسرته من شرقي الجزيرة العربية إلى العارض في نجد بدعوة من ابن عمه ابن درع صاحب حجر والجزعة، الذي منحهم موضعي المليبيد وغصيبة فاستقر فيهما مانع وأسرته، وأصبحتا بعد ذلك مناطق عامرة بالسكان والزراعة.
وأنشأ مانع في هذين المكانين بلدة قوية سميت بالدرعية نسبة إلى الدروع، وأخذت مكانها في قلب الجزيرة العربية حتى أصبحت إمارة معروفة، واستمرت أسرة ربيعة بن مانع المريدي في إمارة الدرعية منذ ذلك العام إلى أن تولى سعود بن محمد بن مقرن عام 1132 هـ (1720م). وبعد وفاته ليلة عيد الفطر عام 1137 هـ ( 1725م)، تولّى زيد بن مرخان إمارة الدرعية لفترة قصيرة لم تتجاوز السنتين. وفي سنة 1139هـ (1727م)، تولّى الأمير محمد بن سعود الإمارة، الذي أصبح يلقب فيما بعد بالإمام، قاد محمد بن سعود البلاد إلى مرحلة جديدة في تاريخ المنطقة، حيث بدأ بتوسيع نفوذ إمارة الدرعية بشكل كبير، وباشر في تأسيس الدولة السعودية الأولى. واتخذ من الدرعية عاصمة لدولته، ثم بدأ بتوحيد نجد تحت حكمه. فكانت فترة حكمة نواة تأسيس الدولة السعودية الأولى. من خلال امتداد نفوذه في المنطقة وعلاقاته مع القبائل المجاورة ونشره للاستقرار والأمن في الدرعية حتى أصبحت تتمتع بنفوذ مستقل وقوة وعلاقات مع الحواضر والقبائل المحيطة بها، ومع هذا الجانب السياسي والاقتصادي والاجتماعي تكامل معه تأييد الإمام محمد بن سعود للدعوة الإصلاحية التي بدأها الشيخ محمد بن عبد الوهاب وقيام الدولة بنشر مبادئ الدعوة التي هي مبادئ الإسلام الصحيحة، الذي اختار الدرعية؛ لقوتها واستقلالها وقدرة حاكمها على نصرة الدعوة وحمايتها.

## الدول السعودية

### الدولة السعودية الأولى
تأسست الدولة السعودية الأولى على يد الإمام محمد بن سعود بن مقرن في الفترة بين ( 1139- 1179هـ/ 1727- 1765م)، واختار الدرعية لتكون عاصمة لها، بعد أن وحّد منطقتي المليبيد وغصيبة. شهدت الدولة السعودية الأولى نموًا وازدهارًا في قوتها واتساعها، في وقت كان خصومها يتراجعون ويتناقصون. في عهده، تم توحيد معظم مناطق العارض، وامتدت الدولة إلى الوشم، حيث انضمت إليها بلدة شقراء، ثم الفرعة وثرمداء. كما شملت الدولة بلدان سدير، والمحمل والشعيب، وفيما بعد، طلبت الرياض السلّم، وانضوت تحت راية آل سعود. ولزيادة تحصين الدرعية، أمر الإمام محمد بن سعود ببناء سور حول المدينة، وأشرف على بناء السور ولي عهده الأمير عبد العزيز بن محمد بن سعود، الذي تولى قيادة جيوش الدولة. وقد كانت مسؤولية الدفاع عن الدرعية تقع على عاتق الأمير عبد العزيز أثناء وجود والده فيها. من أبرز أعمال الإمام محمد بن سعود مناصرة الدعوة الإصلاحية التي نادى بها الشيخ محمد بن عبد الوهاب، الذي اختار الدرعية مقرًا لدعوته بسبب قوتها واستقلالها، وقدرة حاكمها على نصرة الدعوة وحمايتها. ونتيجة لقيام الدولة السعودية الأولى ظهر الكثير من العلماء، وازدهرت المعارف والنواحي العلمية والاقتصادية، وأنشئ العديد من المؤسسات والنظم الإدارية، وأصبحت الدولة السعودية الأولى تتمتع بمكانة سياسية مميزة، واتساع رقعتها الجغرافية، وتمكنت الدولة السعودية الأولى في عهد مؤسسها من ضم معظم مناطق نجد. بعد وفاة الإمام محمد بن سعود عام 1179هـ/ 1765م، بويع لولي عهده الإمام عبد العزيز بن محمد بن سعود الذي كان في السادسة والأربعين من عمره. دام حكمه 38 سنة، حيث استمر في بناء الدولة وتوسيع حدودها بشكل ملحوظ. في عهده، كانت البلاد تشهد استقرارًا وأمانًا، كما ذكر المؤرخ عثمان بن بشر في كتابه عنوان المجد في تاريخ نجد: «وكانت البلاد من جميع الأقطار في زمانه آمنه مطمئنة». اغتيل الإمام عبد العزيز بن محمد في العشر الأواخر من شهر رجب عام 1218هـ/ 1803، أثناء صلاة العصر في مسجد الطريف بالدرعية، وكان عمره 85 سنة. له من ثلاثة من الأبناء: الإمام سعود، و عبد الله، وعمر. بعد وفاة الإمام عبد العزيز بن محمد بن سعود، خلفه ابنه الإمام سعود بن عبد العزيز بن محمد بن سعود. في عهده، اتسعت الدولة السعودية الأولى بشكل كبير، لذا عُرف عهده بالفترة الذهبية للدولة، فأُطلق عليه لقب سعود الكبير، توفي الإمام سعود في عام 1229هـ/ 1814م. تولى الحكم بعد الإمام سعود ابنه الإمام عبد الله بن سعود، الذي قضى فترة حكمه في مقاومة الحملات العثمانية. وكانت آخر حملة قادها إبراهيم باشا، والتي أسفرت عن هدم الدرعية وتدمير العديد من البلدان في مناطق الدولة السعودية الأولى في أنحاء الجزيرة العربية. وأُسر الإمام عبد الله بن سعود، وأرسل إلى إسطنبول وقُتل هناك.
واجهت الدولة السعودية الأولى منذ تأسيسها تحديات عسكرية وسياسية، حيث خاضت صراعات ضد أمير الرياض دهام بن دواس، مما أدى إلى نحو 17 معركة على مدار 28 عامًا، تكبدت فيها الدولة السعودية الأولى بعض الهزائم، مع مرور الوقت وسعت الدولة سيطرتها لتشمل مناطق جديدة في نجد، ثم توسعت لتشمل عسير 1213هـ/ 1798م، والحجاز 1220هـ/ 1805م، تزايدت حينها التهديدات الخارجية، خاصة من الدولة العثمانية التي أرسلت حملات عسكرية بقيادة محمد علي باشا. وفي عام 1233هـ/ 1818م، أسفرت الحملة العسكرية عن سقوط الدولة السعودية الأولى.

#### أئمة الدولة السعودية الأولى
- محمد بن سعود آل سعود (1139ـ 1179هـ /1727ـ 1765م).
- عبد العزيز بن محمد آل سعود (1179ـ1218هـ / 1765ـ1803م)
- سعود الكبير بن عبد العزيز بن محمد آل سعود (1218ـ1229هـ / 1803ـ1814م).
- عبد الله بن سعود بن عبد العزيز آل سعود (1229ـ1233هـ / 1814ـ 1818م).

### الدولة السعودية الثانية
على رغم الدمار والخراب الذي خلفته قوات محمد علي بقيادة إبراهيم باشا في وسط الجزيرة العربية، وهدمها الدرعية وتدمير الكثير من البلدان، وإشاعة الخوف في نواحي الجزيرة العربية، إلا أنها لم تتمكن من القضاء على مقومات الدولة السعودية، حيث ظل الأهالي في البادية والحاضرة على ولائهم لأسرة آل سعود التي أسست الدولة السعودية الأولى، ومناصرتهم للدعوة السلفية، فلم يمض عامان من نهاية الدولة السعودية الأولى إلا وعاد القادة من آل سعود إلى الظهور من جديد لإعادة تكوين الدولة السعودية، وكانت أولى محاولاتهم عام 1235 هـ الموافق 1820م عندما حاول الإمام مشاري بن سعود الكبير إعادة الحكم السعودي في الدرعية لكنها لم تدم إلا مدة قصيرة لم تتجاوز بضعة أشهر، ثم تلتها محاولة ناجحة قادها الإمام تركي بن عبد الله بن محمد آل سعود في عام 1240 هـ الموافق 1824م أدت إلى تأسيس الدولة السعودية الثانية وعاصمتها الرياض.
ظل الإمام تركي بن عبد الله سنوات يستطلع الأخبار ويجمع الأعوان، حتى تمكن من إخراج بقية القوات المصرية في نجد، وقد عرف بسيفه (الأجرب) الذي قاتل به. وفي 29 من ذي الحجة 1249هـ/ 1834م اغتيل الإمام تركي بن عبد الله بعد خروجه من صلاة الجمعة على يد أحد الخدم ويدعى إبراهيم بن حمزة بتدبير من الأمير مشاري بن عبد الرحمن ابن أخت الإمام تركي بن عبد الله. فتمت مبايعة الإمام فيصل بن تركي خلفًا لوالده مؤسس الدولة السعودية الثانية، فسير الحكم حتى سنة 1282هـ/ 1865م وبذل خلالها أقصى جهده في تثبيت الحكم السعودي، حيث عادت في عهده القوات العثمانية بإرسال حملاتها إلى الرياض. ثم تولى الأمير عبد الله الحكم بعد وفاة والده الإمام فيصل بن تركي في سنة 1282هـ/ 1866م حتى سنة 1307هـ/ 1890م وقد واجه في أول حكمه بعض النزاعات الداخلية من أبرزها نزاع أخيه الإمام سعود له؛ وبروز محمد بن رشيد أمير حائل الذي استغل عدم الاستقرار للاستيلاء على الحكم، بالإضافة إلى تمكن العثمانيين من مد نفوذهم الجدي وبشكل عسكري في الأقاليم الشرقية من نجد. توفي الإمام عبدالله في سنة 1307هـ/ 1889م بالرياض، وتولى الحكم بعده الإمام عبد الرحمن بن فيصل، حاول التصدي للفتن الداخلية، نتيجة تحالف القبائل المؤيدة لسعود والقبائل المؤيدة لعبد الله ابني الإمام فيصل بن تركي، كما ظهرت أطماع محمد بن رشيد الشخصية، حيث خرج بجيش من حائل إلى الرياض في سنة 1308هـ/ 1890م، فكانت معركة المليداء والتي انتصر فيها محمد بن رشيد، وفي سنة 1309هـ/ 1891م زحف ابن رشيد على الرياض بجيش قوي واستطاع هزيمة قوات الإمام عبد الرحمن عند حُريملاء، وفقدت الدولة السعودية الثانية السيطرة على معظم الأراضي النجدية، مما أدى إلى نهاية فترة حكم آل سعود، وعلى إثر ذلك غادر الإمام عبد الرحمن بن فيصل ومعه أسرته وابنه الملك عبد العزيز حتى استقروا في الكويت، وبذلك انتهى عصر الدولة السعودية الثانية، توفي الإمام عبدالرحمن بن فيصل في عام 1346هـ/ 1928م، في مدينة الرياض بعد عامين من دخول الحجاز في ظل المملكة العربية السعودية.
استمرت الدولة السعودية الثانية على الأسس والركائز ذاتها التي قامت عليها الدولة السعودية الأولى من حيث اعتمادها على الإسلام، ونشر الأمن والاستقرار، وكانت النظم الإدارية والمالية مشابهة لتلك التي كانت في الدولة السعودية الأولى، كما ازدهرت العلوم والآداب في ظل الدولة السعودية الثانية.

#### أئمة الدولة السعودية الثانية
- الإمام تركي بن عبد الله آل سعود (1240ـ 1249هـ / 1824ـ 1834م).
- الإمام فيصل الأول آل سعود (1250ـ 1282هـ/ 1834- 1865م).
- الإمام عبد الله بن فيصل آل سعود (1282ـ 1307هـ/ 1865ـ 1889م).
- الإمام عبد الرحمن بن فيصل آل سعود (1307ـ 1309هـ / 1889ـ 1891م).

### الدولة السعودية الثالثة
في 15 شوال عام 1319 هـ الموافق 15 يناير 1902 م تمكن الملك عبد العزيز بن عبد الرحمن بن فيصل آل سعود من استرداد الرياض والعودة بأسرته إليها مشكلا مرحلة جديدة تاريخ السعودية ويعد هذا الحدث نقطة تحول كبيرة في تاريخ المنطقة؛ نظراً لما أدى إليها من قيام دولة سعودية حديثة تمكنت من توحيد معظم أجزاء شبه الجزيرة العربية، وبعد استرداد الرياض واصل الملك عبد العزيز كفاحه مدة تزيد على ثلاثين عاماً من أجل توحيد البلاد، وتمكن من توحيد العديد من المناطق كجنوب نجد وسدير والوشم 1320هـ (1902م)، والقصيم 1324هـ (1906)، والأحساء 1331هـ (1913م)، ثم عسير1338هـ (1919م)، وحائل 1340هـ (1921م)، والحجاز في عامي 1343هـ و1344هـ (1925م)، وجازان في عام 1349هـ (1930م).
وفي 17 جمادى الأولى عام 1351 هـ - 19 سبتمبر 1932م صدر أمر ملكي للإعلان عن توحيد البلاد وتسميتها باسم المملكة العربية السعودية اعتباراً من الخميس 21 جمادى الأولى عام 1351هـ الموافق 23 سبتمبر 1932م.

#### حكام المملكة العربية السعودية
- الملك عبد العزيز بن عبد الرحمن آل سعود (1319هـ - 1373 هـ / 1902م – 1953).
- الملك سعود بن عبد العزيز آل سعود (1373 - 1384هـ / 1953 – 1964م).
- الملك فيصل بن عبد العزيز آل سعود (1384 - 1395هـ / 1964 – 1975م).
- الملك خالد بن عبد العزيز آل سعود (1395 - 1402هـ / 1975 – 1982م).
- الملك فهد بن عبد العزيز آل سعود (1402 - 1426هـ / 1982 – 2005م).
- الملك عبد الله بن عبد العزيز آل سعود (1426 - 1436هـ/ 2005 - 2015 م).
- الملك سلمان بن عبد العزيز آل سعود (1436هـ / 2015 م).

## الثروة
اعتبارًا من عام 2020، قدرت صافي الثروة للعائلة المالكة بأكملها بحوالي 100 مليار دولار، مما يجعلها أغنى عائلة ملكية بين جميع الملوك، فضلاً عن كونها واحدة من أغنى العائلات في العالم.

## تسلسل حكام آل سعود
|  |  |  |  |  |  |  |  |  |  |  |  |  |  |  |  |                                        |                                        |                                        |                                        |                                        |                                        |  |  |                                           |                                           |                                           |                                           |                                               |                                               |                                               |                                               |                                               |                                               |                                        |                                        |                                        |                                        |                                     |                                     |                                              |                                            |                                            |                                            |                                            |                                            |  |  |                                            |                                            |                                            |                                            |                                            |                                            |  |  |                                        |                                        |                                        |                                        |                                        |                                        |  |  |  |  |  |  |  |  |  |  |  |  |  |  |  |  |  |  |  |  |  |  |  |  |  |  |  |  |  |  |  |  |  |  |  |  |
|  |  |  |  |  |  |  |  |  |  |  |  |  |  |  |  |                                        |                                        |                                        |                                        |                                        |                                        |  |  |                                           |                                           |                                           |                                           |                                               |                                               |                                               |                                               |                                               |                                               |                                        |                                        |                                        |                                        |                                     |                                     |                                              |                                            | سعود الأول (مُؤسس السُلالة السُّعُوديّة)         |                                            |                                            |                                            |  |  |                                            |                                            |                                            |                                            |                                            |                                            |  |  |                                        |                                        |                                        |                                        |                                        |                                        |  |  |  |  |  |  |  |  |  |  |  |  |  |  |  |  |  |  |  |  |  |  |  |  |  |  |  |  |  |  |  |  |  |  |  |  |
|  |  |  |  |  |  |  |  |  |  |  |  |  |  |  |  |                                        |                                        |                                        |                                        |                                        |                                        |  |  |                                           |                                           |                                           |                                           |                                               |                                               |                                               |                                               |                                               |                                               |                                        |                                        |                                        |                                        |                                     |                                     |                                              |                                            |                                            |                                            |                                            |                                            |  |  |                                            |                                            |                                            |                                            |                                            |                                            |  |  |                                        |                                        |                                        |                                        |                                        |                                        |  |  |  |  |  |  |  |  |  |  |  |  |  |  |  |  |  |  |  |  |  |  |  |  |  |  |  |  |  |  |  |  |  |  |  |  |
|  |  |  |  |  |  |  |  |  |  |  |  |  |  |  |  |                                        |                                        |                                        |                                        |                                        |                                        |  |  |                                           |                                           |                                           |                                           |                                               |                                               |                                               |                                               |                                               |                                               |                                        |                                        |                                        |                                        |                                     |                                     |                                              |                                            |                                            |                                            |                                            |                                            |  |  |                                            |                                            |                                            |                                            |                                            |                                            |  |  |                                        |                                        |                                        |                                        |                                        |                                        |  |  |  |  |  |  |  |  |  |  |  |  |  |  |  |  |  |  |  |  |  |  |  |  |  |  |  |  |  |  |  |  |  |  |  |  |
|  |  |  |  |  |  |  |  |  |  |  |  |  |  |  |  |                                        |                                        |                                        |                                        |                                        |                                        |  |  |                                           |                                           |                                           |                                           |                                               |                                               |                                               |                                               |                                               |                                               | محمد الأول (الدولة السعودية الأولى)    | محمد الأول (الدولة السعودية الأولى)    | محمد الأول (الدولة السعودية الأولى)    | محمد الأول (الدولة السعودية الأولى)    | محمد الأول (الدولة السعودية الأولى) | محمد الأول (الدولة السعودية الأولى) |                                              |                                            |                                            |                                            |                                            |                                            |  |  | ثنيان                                      | ثنيان                                      | ثنيان                                      | ثنيان                                      | ثنيان                                      | ثنيان                                      |  |  | مشاري                                  | مشاري                                  | مشاري                                  | مشاري                                  | مشاري                                  | مشاري                                  |  |  |  |  |  |  |  |  |  |  |  |  |  |  |  |  |  |  |  |  |  |  |  |  |  |  |  |  |  |  |  |  |  |  |  |  |
|  |  |  |  |  |  |  |  |  |  |  |  |  |  |  |  |                                        |                                        |                                        |                                        |                                        |                                        |  |  |                                           |                                           |                                           |                                           |                                               |                                               |                                               |                                               |                                               |                                               | محمد الأول (الدولة السعودية الأولى)    | محمد الأول (الدولة السعودية الأولى)    | محمد الأول (الدولة السعودية الأولى)    | محمد الأول (الدولة السعودية الأولى)    | محمد الأول (الدولة السعودية الأولى) | محمد الأول (الدولة السعودية الأولى) |                                              |                                            |                                            |                                            |                                            |                                            |  |  | ثنيان                                      | ثنيان                                      | ثنيان                                      | ثنيان                                      | ثنيان                                      | ثنيان                                      |  |  | مشاري                                  | مشاري                                  | مشاري                                  | مشاري                                  | مشاري                                  | مشاري                                  |  |  |  |  |  |  |  |  |  |  |  |  |  |  |  |  |  |  |  |  |  |  |  |  |  |  |  |  |  |  |  |  |  |  |  |  |
|  |  |  |  |  |  |  |  |  |  |  |  |  |  |  |  |                                        |                                        |                                        |                                        |                                        |                                        |  |  |                                           |                                           |                                           |                                           |                                               |                                               |                                               |                                               |                                               |                                               |                                        |                                        |                                        |                                        |                                     |                                     |                                              |                                            |                                            |                                            |                                            |                                            |  |  |                                            |                                            |                                            |                                            |                                            |                                            |  |  |                                        |                                        |                                        |                                        |                                        |                                        |  |  |  |  |  |  |  |  |  |  |  |  |  |  |  |  |  |  |  |  |  |  |  |  |  |  |  |  |  |  |  |  |  |  |  |  |
|  |  |  |  |  |  |  |  |  |  |  |  |  |  |  |  |                                        |                                        |                                        |                                        |                                        |                                        |  |  |                                           |                                           |                                           |                                           | عبد العزيز الأول (الدولة السعودية الأولى)     | عبد العزيز الأول (الدولة السعودية الأولى)     | عبد العزيز الأول (الدولة السعودية الأولى)     | عبد العزيز الأول (الدولة السعودية الأولى)     | عبد العزيز الأول (الدولة السعودية الأولى)     | عبد العزيز الأول (الدولة السعودية الأولى)     |                                        |                                        |                                        |                                        |                                     |                                     | عبد الله                                     | عبد الله                                   | عبد الله                                   | عبد الله                                   | عبد الله                                   | عبد الله                                   |  |  | إبراهيم                                    | إبراهيم                                    | إبراهيم                                    | إبراهيم                                    | إبراهيم                                    | إبراهيم                                    |  |  | حسن                                    | حسن                                    | حسن                                    | حسن                                    | حسن                                    | حسن                                    |  |  |  |  |  |  |  |  |  |  |  |  |  |  |  |  |  |  |  |  |  |  |  |  |  |  |  |  |  |  |  |  |  |  |  |  |
|  |  |  |  |  |  |  |  |  |  |  |  |  |  |  |  |                                        |                                        |                                        |                                        |                                        |                                        |  |  |                                           |                                           |                                           |                                           | عبد العزيز الأول (الدولة السعودية الأولى)     | عبد العزيز الأول (الدولة السعودية الأولى)     | عبد العزيز الأول (الدولة السعودية الأولى)     | عبد العزيز الأول (الدولة السعودية الأولى)     | عبد العزيز الأول (الدولة السعودية الأولى)     | عبد العزيز الأول (الدولة السعودية الأولى)     |                                        |                                        |                                        |                                        |                                     |                                     | عبد الله                                     | عبد الله                                   | عبد الله                                   | عبد الله                                   | عبد الله                                   | عبد الله                                   |  |  | إبراهيم                                    | إبراهيم                                    | إبراهيم                                    | إبراهيم                                    | إبراهيم                                    | إبراهيم                                    |  |  | حسن                                    | حسن                                    | حسن                                    | حسن                                    | حسن                                    | حسن                                    |  |  |  |  |  |  |  |  |  |  |  |  |  |  |  |  |  |  |  |  |  |  |  |  |  |  |  |  |  |  |  |  |  |  |  |  |
|  |  |  |  |  |  |  |  |  |  |  |  |  |  |  |  |                                        |                                        |                                        |                                        |                                        |                                        |  |  |                                           |                                           |                                           |                                           | سعود الثاني (الكبير) (الدولة السعودية الأولى) | سعود الثاني (الكبير) (الدولة السعودية الأولى) | سعود الثاني (الكبير) (الدولة السعودية الأولى) | سعود الثاني (الكبير) (الدولة السعودية الأولى) | سعود الثاني (الكبير) (الدولة السعودية الأولى) | سعود الثاني (الكبير) (الدولة السعودية الأولى) |                                        |                                        |                                        |                                        |                                     |                                     | تركي الأول (الدولة السعودية الثانية)         | تركي الأول (الدولة السعودية الثانية)       | تركي الأول (الدولة السعودية الثانية)       | تركي الأول (الدولة السعودية الثانية)       | تركي الأول (الدولة السعودية الثانية)       | تركي الأول (الدولة السعودية الثانية)       |  |  | ثنيان                                      | ثنيان                                      | ثنيان                                      | ثنيان                                      | ثنيان                                      | ثنيان                                      |  |  | عبد الرحمن                             | عبد الرحمن                             | عبد الرحمن                             | عبد الرحمن                             | عبد الرحمن                             | عبد الرحمن                             |  |  |  |  |  |  |  |  |  |  |  |  |  |  |  |  |  |  |  |  |  |  |  |  |  |  |  |  |  |  |  |  |  |  |  |  |
|  |  |  |  |  |  |  |  |  |  |  |  |  |  |  |  |                                        |                                        |                                        |                                        |                                        |                                        |  |  |                                           |                                           |                                           |                                           | سعود الثاني (الكبير) (الدولة السعودية الأولى) | سعود الثاني (الكبير) (الدولة السعودية الأولى) | سعود الثاني (الكبير) (الدولة السعودية الأولى) | سعود الثاني (الكبير) (الدولة السعودية الأولى) | سعود الثاني (الكبير) (الدولة السعودية الأولى) | سعود الثاني (الكبير) (الدولة السعودية الأولى) |                                        |                                        |                                        |                                        |                                     |                                     | تركي الأول (الدولة السعودية الثانية)         | تركي الأول (الدولة السعودية الثانية)       | تركي الأول (الدولة السعودية الثانية)       | تركي الأول (الدولة السعودية الثانية)       | تركي الأول (الدولة السعودية الثانية)       | تركي الأول (الدولة السعودية الثانية)       |  |  | ثنيان                                      | ثنيان                                      | ثنيان                                      | ثنيان                                      | ثنيان                                      | ثنيان                                      |  |  | عبد الرحمن                             | عبد الرحمن                             | عبد الرحمن                             | عبد الرحمن                             | عبد الرحمن                             | عبد الرحمن                             |  |  |  |  |  |  |  |  |  |  |  |  |  |  |  |  |  |  |  |  |  |  |  |  |  |  |  |  |  |  |  |  |  |  |  |  |
|  |  |  |  |  |  |  |  |  |  |  |  |  |  |  |  |                                        |                                        |                                        |                                        |                                        |                                        |  |  |                                           |                                           |                                           |                                           |                                               |                                               |                                               |                                               |                                               |                                               |                                        |                                        |                                        |                                        |                                     |                                     |                                              |                                            |                                            |                                            |                                            |                                            |  |  |                                            |                                            |                                            |                                            |                                            |                                            |  |  |                                        |                                        |                                        |                                        |                                        |                                        |  |  |  |  |  |  |  |  |  |  |  |  |  |  |  |  |  |  |  |  |  |  |  |  |  |  |  |  |  |  |  |  |  |  |  |  |
|  |  |  |  |  |  |  |  |  |  |  |  |  |  |  |  |                                        |                                        |                                        |                                        |                                        |                                        |  |  | عبد الله الأول (الدولة السعودية الأولى)   | عبد الله الأول (الدولة السعودية الأولى)   | عبد الله الأول (الدولة السعودية الأولى)   | عبد الله الأول (الدولة السعودية الأولى)   | عبد الله الأول (الدولة السعودية الأولى)       | عبد الله الأول (الدولة السعودية الأولى)       |                                               |                                               | خالد الأول (الدولة السعودية الثانية)          | خالد الأول (الدولة السعودية الثانية)          | خالد الأول (الدولة السعودية الثانية)   | خالد الأول (الدولة السعودية الثانية)   | خالد الأول (الدولة السعودية الثانية)   | خالد الأول (الدولة السعودية الثانية)   |                                     |                                     | فيصل الأول (الدولة السعودية الثانية)         | فيصل الأول (الدولة السعودية الثانية)       | فيصل الأول (الدولة السعودية الثانية)       | فيصل الأول (الدولة السعودية الثانية)       | فيصل الأول (الدولة السعودية الثانية)       | فيصل الأول (الدولة السعودية الثانية)       |  |  | عبد الله الثاني (الدولة السعودية الثانية)  | عبد الله الثاني (الدولة السعودية الثانية)  | عبد الله الثاني (الدولة السعودية الثانية)  | عبد الله الثاني (الدولة السعودية الثانية)  | عبد الله الثاني (الدولة السعودية الثانية)  | عبد الله الثاني (الدولة السعودية الثانية)  |  |  | مشاري الأول (الدولة السعودية الثانية)  | مشاري الأول (الدولة السعودية الثانية)  | مشاري الأول (الدولة السعودية الثانية)  | مشاري الأول (الدولة السعودية الثانية)  | مشاري الأول (الدولة السعودية الثانية)  | مشاري الأول (الدولة السعودية الثانية)  |  |  |  |  |  |  |  |  |  |  |  |  |  |  |  |  |  |  |  |  |  |  |  |  |  |  |  |  |  |  |  |  |  |  |  |  |
|  |  |  |  |  |  |  |  |  |  |  |  |  |  |  |  |                                        |                                        |                                        |                                        |                                        |                                        |  |  | عبد الله الأول (الدولة السعودية الأولى)   | عبد الله الأول (الدولة السعودية الأولى)   | عبد الله الأول (الدولة السعودية الأولى)   | عبد الله الأول (الدولة السعودية الأولى)   | عبد الله الأول (الدولة السعودية الأولى)       | عبد الله الأول (الدولة السعودية الأولى)       |                                               |                                               | خالد الأول (الدولة السعودية الثانية)          | خالد الأول (الدولة السعودية الثانية)          | خالد الأول (الدولة السعودية الثانية)   | خالد الأول (الدولة السعودية الثانية)   | خالد الأول (الدولة السعودية الثانية)   | خالد الأول (الدولة السعودية الثانية)   |                                     |                                     | فيصل الأول (الدولة السعودية الثانية)         | فيصل الأول (الدولة السعودية الثانية)       | فيصل الأول (الدولة السعودية الثانية)       | فيصل الأول (الدولة السعودية الثانية)       | فيصل الأول (الدولة السعودية الثانية)       | فيصل الأول (الدولة السعودية الثانية)       |  |  | عبد الله الثاني (الدولة السعودية الثانية)  | عبد الله الثاني (الدولة السعودية الثانية)  | عبد الله الثاني (الدولة السعودية الثانية)  | عبد الله الثاني (الدولة السعودية الثانية)  | عبد الله الثاني (الدولة السعودية الثانية)  | عبد الله الثاني (الدولة السعودية الثانية)  |  |  | مشاري الأول (الدولة السعودية الثانية)  | مشاري الأول (الدولة السعودية الثانية)  | مشاري الأول (الدولة السعودية الثانية)  | مشاري الأول (الدولة السعودية الثانية)  | مشاري الأول (الدولة السعودية الثانية)  | مشاري الأول (الدولة السعودية الثانية)  |  |  |  |  |  |  |  |  |  |  |  |  |  |  |  |  |  |  |  |  |  |  |  |  |  |  |  |  |  |  |  |  |  |  |  |  |
|  |  |  |  |  |  |  |  |  |  |  |  |  |  |  |  |                                        |                                        |                                        |                                        |                                        |                                        |  |  |                                           |                                           |                                           |                                           |                                               |                                               |                                               |                                               |                                               |                                               |                                        |                                        |                                        |                                        |                                     |                                     |                                              |                                            |                                            |                                            |                                            |                                            |  |  |                                            |                                            |                                            |                                            |                                            |                                            |  |  |                                        |                                        |                                        |                                        |                                        |                                        |  |  |  |  |  |  |  |  |  |  |  |  |  |  |  |  |  |  |  |  |  |  |  |  |  |  |  |  |  |  |  |  |  |  |  |  |
|  |  |  |  |  |  |  |  |  |  |  |  |  |  |  |  |                                        |                                        |                                        |                                        |                                        |                                        |  |  | عبد الله الثالث (الدولة السعودية الثانية) | عبد الله الثالث (الدولة السعودية الثانية) | عبد الله الثالث (الدولة السعودية الثانية) | عبد الله الثالث (الدولة السعودية الثانية) | عبد الله الثالث (الدولة السعودية الثانية)     | عبد الله الثالث (الدولة السعودية الثانية)     |                                               |                                               | سعود الثالث (الدولة السعودية الثانية)         | سعود الثالث (الدولة السعودية الثانية)         | سعود الثالث (الدولة السعودية الثانية)  | سعود الثالث (الدولة السعودية الثانية)  | سعود الثالث (الدولة السعودية الثانية)  | سعود الثالث (الدولة السعودية الثانية)  |                                     |                                     | عبد الرحمن الأول (الدولة السعودية الثانية)   | عبد الرحمن الأول (الدولة السعودية الثانية) | عبد الرحمن الأول (الدولة السعودية الثانية) | عبد الرحمن الأول (الدولة السعودية الثانية) | عبد الرحمن الأول (الدولة السعودية الثانية) | عبد الرحمن الأول (الدولة السعودية الثانية) |  |  |                                            |                                            |                                            |                                            |                                            |                                            |  |  |                                        |                                        |                                        |                                        |                                        |                                        |  |  |  |  |  |  |  |  |  |  |  |  |  |  |  |  |  |  |  |  |  |  |  |  |  |  |  |  |  |  |  |  |  |  |  |  |
|  |  |  |  |  |  |  |  |  |  |  |  |  |  |  |  |                                        |                                        |                                        |                                        |                                        |                                        |  |  | عبد الله الثالث (الدولة السعودية الثانية) | عبد الله الثالث (الدولة السعودية الثانية) | عبد الله الثالث (الدولة السعودية الثانية) | عبد الله الثالث (الدولة السعودية الثانية) | عبد الله الثالث (الدولة السعودية الثانية)     | عبد الله الثالث (الدولة السعودية الثانية)     |                                               |                                               | سعود الثالث (الدولة السعودية الثانية)         | سعود الثالث (الدولة السعودية الثانية)         | سعود الثالث (الدولة السعودية الثانية)  | سعود الثالث (الدولة السعودية الثانية)  | سعود الثالث (الدولة السعودية الثانية)  | سعود الثالث (الدولة السعودية الثانية)  |                                     |                                     | عبد الرحمن الأول (الدولة السعودية الثانية)   | عبد الرحمن الأول (الدولة السعودية الثانية) | عبد الرحمن الأول (الدولة السعودية الثانية) | عبد الرحمن الأول (الدولة السعودية الثانية) | عبد الرحمن الأول (الدولة السعودية الثانية) | عبد الرحمن الأول (الدولة السعودية الثانية) |  |  |                                            |                                            |                                            |                                            |                                            |                                            |  |  |                                        |                                        |                                        |                                        |                                        |                                        |  |  |  |  |  |  |  |  |  |  |  |  |  |  |  |  |  |  |  |  |  |  |  |  |  |  |  |  |  |  |  |  |  |  |  |  |
|  |  |  |  |  |  |  |  |  |  |  |  |  |  |  |  |                                        |                                        |                                        |                                        |                                        |                                        |  |  |                                           |                                           |                                           |                                           |                                               |                                               |                                               |                                               |                                               |                                               |                                        |                                        |                                        |                                        |                                     |                                     | عبد العزيز الثاني (المملكة العربية السعودية) |                                            |                                            |                                            |                                            |                                            |  |  |                                            |                                            |                                            |                                            |                                            |                                            |  |  |                                        |                                        |                                        |                                        |                                        |                                        |  |  |  |  |  |  |  |  |  |  |  |  |  |  |  |  |  |  |  |  |  |  |  |  |  |  |  |  |  |  |  |  |  |  |  |  |
|  |  |  |  |  |  |  |  |  |  |  |  |  |  |  |  |                                        |                                        |                                        |                                        |                                        |                                        |  |  |                                           |                                           |                                           |                                           |                                               |                                               |                                               |                                               |                                               |                                               |                                        |                                        |                                        |                                        |                                     |                                     |                                              |                                            |                                            |                                            |                                            |                                            |  |  |                                            |                                            |                                            |                                            |                                            |                                            |  |  |                                        |                                        |                                        |                                        |                                        |                                        |  |  |  |  |  |  |  |  |  |  |  |  |  |  |  |  |  |  |  |  |  |  |  |  |  |  |  |  |  |  |  |  |  |  |  |  |
|  |  |  |  |  |  |  |  |  |  |  |  |  |  |  |  |                                        |                                        |                                        |                                        |                                        |                                        |  |  |                                           |                                           |                                           |                                           |                                               |                                               |                                               |                                               |                                               |                                               |                                        |                                        |                                        |                                        |                                     |                                     |                                              |                                            |                                            |                                            |                                            |                                            |  |  |                                            |                                            |                                            |                                            |                                            |                                            |  |  |                                        |                                        |                                        |                                        |                                        |                                        |  |  |  |  |  |  |  |  |  |  |  |  |  |  |  |  |  |  |  |  |  |  |  |  |  |  |  |  |  |  |  |  |  |  |  |  |
|  |  |  |  |  |  |  |  |  |  |  |  |  |  |  |  | سعود الرابع (المملكة العربية السعودية) | سعود الرابع (المملكة العربية السعودية) | سعود الرابع (المملكة العربية السعودية) | سعود الرابع (المملكة العربية السعودية) | سعود الرابع (المملكة العربية السعودية) | سعود الرابع (المملكة العربية السعودية) |  |  | فيصل الثاني (المملكة العربية السعودية)    | فيصل الثاني (المملكة العربية السعودية)    | فيصل الثاني (المملكة العربية السعودية)    | فيصل الثاني (المملكة العربية السعودية)    | فيصل الثاني (المملكة العربية السعودية)        | فيصل الثاني (المملكة العربية السعودية)        |                                               |                                               | خالد الثاني (المملكة العربية السعودية)        | خالد الثاني (المملكة العربية السعودية)        | خالد الثاني (المملكة العربية السعودية) | خالد الثاني (المملكة العربية السعودية) | خالد الثاني (المملكة العربية السعودية) | خالد الثاني (المملكة العربية السعودية) |                                     |                                     | فهد الأول (المملكة العربية السعودية)         | فهد الأول (المملكة العربية السعودية)       | فهد الأول (المملكة العربية السعودية)       | فهد الأول (المملكة العربية السعودية)       | فهد الأول (المملكة العربية السعودية)       | فهد الأول (المملكة العربية السعودية)       |  |  | عبد الله الرابع (المملكة العربية السعودية) | عبد الله الرابع (المملكة العربية السعودية) | عبد الله الرابع (المملكة العربية السعودية) | عبد الله الرابع (المملكة العربية السعودية) | عبد الله الرابع (المملكة العربية السعودية) | عبد الله الرابع (المملكة العربية السعودية) |  |  | سلمان الأول (المملكة العربية السعودية) | سلمان الأول (المملكة العربية السعودية) | سلمان الأول (المملكة العربية السعودية) | سلمان الأول (المملكة العربية السعودية) | سلمان الأول (المملكة العربية السعودية) | سلمان الأول (المملكة العربية السعودية) |  |  |  |  |  |  |  |  |  |  |  |  |  |  |  |  |  |  |  |  |  |  |  |  |  |  |  |  |  |  |  |  |  |  |  |  |
|  |  |  |  |  |  |  |  |  |  |  |  |  |  |  |  | سعود الرابع (المملكة العربية السعودية) | سعود الرابع (المملكة العربية السعودية) | سعود الرابع (المملكة العربية السعودية) | سعود الرابع (المملكة العربية السعودية) | سعود الرابع (المملكة العربية السعودية) | سعود الرابع (المملكة العربية السعودية) |  |  | فيصل الثاني (المملكة العربية السعودية)    | فيصل الثاني (المملكة العربية السعودية)    | فيصل الثاني (المملكة العربية السعودية)    | فيصل الثاني (المملكة العربية السعودية)    | فيصل الثاني (المملكة العربية السعودية)        | فيصل الثاني (المملكة العربية السعودية)        |                                               |                                               | خالد الثاني (المملكة العربية السعودية)        | خالد الثاني (المملكة العربية السعودية)        | خالد الثاني (المملكة العربية السعودية) | خالد الثاني (المملكة العربية السعودية) | خالد الثاني (المملكة العربية السعودية) | خالد الثاني (المملكة العربية السعودية) |                                     |                                     | فهد الأول (المملكة العربية السعودية)         | فهد الأول (المملكة العربية السعودية)       | فهد الأول (المملكة العربية السعودية)       | فهد الأول (المملكة العربية السعودية)       | فهد الأول (المملكة العربية السعودية)       | فهد الأول (المملكة العربية السعودية)       |  |  | عبد الله الرابع (المملكة العربية السعودية) | عبد الله الرابع (المملكة العربية السعودية) | عبد الله الرابع (المملكة العربية السعودية) | عبد الله الرابع (المملكة العربية السعودية) | عبد الله الرابع (المملكة العربية السعودية) | عبد الله الرابع (المملكة العربية السعودية) |  |  | سلمان الأول (المملكة العربية السعودية) | سلمان الأول (المملكة العربية السعودية) | سلمان الأول (المملكة العربية السعودية) | سلمان الأول (المملكة العربية السعودية) | سلمان الأول (المملكة العربية السعودية) | سلمان الأول (المملكة العربية السعودية) |  |  |  |  |  |  |  |  |  |  |  |  |  |  |  |  |  |  |  |  |  |  |  |  |  |  |  |  |  |  |  |  |  |  |  |  |
|  |  |  |  |  |  |  |  |  |  |  |  |  |  |  |  |                                        |                                        |                                        |                                        |                                        |                                        |  |  |                                           |                                           |                                           |                                           |                                               |                                               |                                               |                                               |                                               |                                               |                                        |                                        |                                        |                                        |                                     |                                     |                                              |                                            |                                            |                                            |                                            |                                            |  |  |                                            |                                            |                                            |                                            |                                            |                                            |  |  | محمد بن سلمان (ولي عهد السعودية)       |                                        |                                        |                                        |                                        |                                        |  |  |  |  |  |  |  |  |  |  |  |  |  |  |  |  |  |  |  |  |  |  |  |  |  |  |  |  |  |  |  |  |  |  |  |  |